# Canachus (geslacht)
Canachus is een geslacht van Phasmatodea uit de familie Phasmatidae. De wetenschappelijke naam van dit geslacht is voor het eerst geldig gepubliceerd in 1875 door Carl Stål.

## Soorten
Het geslacht Canachus omvat de volgende soorten:
- Canachus alligator Redtenbacher, 1908
- Canachus crocodilus Stål, 1875
- Canachus harpyia Redtenbacher, 1908
- Canachus salamandra Stål, 1875
- Canachus tyrrhaeus (Westwood, 1859)